# Kup Bosne i Hercegovine 2024-2025
La Kup Bosne i Hercegovine 2024-2025 è stata la 29ª edizione della coppa nazionale di calcio della Bosnia ed Erzegovina, iniziata il 29 ottobre 2024 e terminata il 14 maggio 2025 con la finale.
Il Zrinjski Mostar era la squadra campione in carica, avendo conquistato il trofeo per la terza volta nella sua storia. La coppa è stata vinta dal Sarajevo, alla sua sesta coppa nazionale.

## Calendario
Il programma del torneo è il seguente.
| Turno            | Incontri                             |
| ---------------- | ------------------------------------ |
| Primo turno      | 29-30 ottobre - 6-16 novembre 2024   |
| Secondo turno    | 7-8-9 febbraio 2025                  |
| Quarti di finale | 25-26 febbraio - 11-12-22 marzo 2025 |
| Semifinali       | 2-16 aprile 2025                     |
| Finale           | maggio 2025                          |

## Partite

### Primo turno
Il sorteggio è stato effettuato l'8 ottobre 2024.
| Squadra 1          | Risultato       | Squadra 2        |
| ------------------ | --------------- | ---------------- |
| Leotar             | 0 – 3           | Željezničar      |
| Čelik Zenica       | 2 – 1           | Stupčanica Olovo |
| Kruševo            | 1 – 1 (3-2 dtr) | Sloboda Tuzla    |
| Mladost Solina     | 0 – 2           | Igman Konjic     |
| Svatovac           | 0 – 2           | Velež Mostar     |
| Rudar Prijedor     | 1 – 1 (3-4 dtr) | GOŠK Gabela      |
| Famos Hrasnica     | 0 – 3           | Posušje          |
| Žepče              | 1 – 2           | Zrinjski Mostar  |
| Bratstvo Gračanica | 0 – 5           | Radnik Bijeljina |
| Gornji Rahić       | 0 – 0 (4-5 dtr) | Sloga Doboj      |
| Sloboda Novi Grad  | 0 – 2           | Sarajevo         |
| Vareš              | 3 – 2           | Kozara           |
| Zvijezda Gradačac  | 2 – 1           | Zvijezda 09      |
| Famos Vojkovići    | 5 – 2           | Slavija          |
| Troglav            | 0 – 9           | Široki Brijeg    |
| Laktaši            | 0 – 2           | Borac Banja Luka |

### Secondo turno
| Squadra 1        | Risultato       | Squadra 2         |
| ---------------- | --------------- | ----------------- |
| Igman Konjic     | 0 – 1           | Zrinjski Mostar   |
| Velež Mostar     | 2 – 1           | Radnik Bijeljina  |
| Kruševo          | 2 – 0           | Zvijezda Gradačac |
| Široki Brijeg    | 1 – 0           | GOŠK Gabela       |
| Željezničar      | 6 – 0           | Vareš             |
| Famos Vojkovići  | 0 – 0 (4-2 dtr) | Posušje           |
| Sarajevo         | 3 – 1           | Sloga Doboj       |
| Borac Banja Luka | 3 – 0           | Čelik Zenica      |

### Quarti di finale
| Squadra 1       | Totale | Squadra 2        | Andata | Ritorno |
| --------------- | ------ | ---------------- | ------ | ------- |
| Široki Brijeg   | 4 – 1  | Velež Mostar     | 2 - 0  | 2 - 1   |
| Sarajevo        | 2 – 1  | Zrinjski Mostar  | 1 - 1  | 1 - 0   |
| Famos Vojkovići | 1 – 5  | Borac Banja Luka | 1 - 3  | 0 - 2   |
| Kruševo         | 2 – 11 | Željezničar      | 1 - 8  | 1 - 3   |

### Semifinali
| Squadra 1     | Totale | Squadra 2        | Andata | Ritorno |
| ------------- | ------ | ---------------- | ------ | ------- |
| Sarajevo      | 2 – 1  | Borac Banja Luka | 0 - 1  | 2 - 0   |
| Široki Brijeg | 3 – 1  | Željezničar      | 3 - 0  | 0 - 1   |

### Finale

#### Andata
| Arbitro: | L. Bilbija |

|                                              |           |  |
| Turkeš 3’, 15’ Bubanja 54’ Taraba 64’ (aut.) | Marcatori |  |

#### Ritorno
| Arbitro: | Ermin Sivac |

|            |           |           |
| Stanić 89’ | Marcatori | 76’ Lulić |